# Ma vie de Courgette
Pour plus de détails, voir Fiche technique et Distribution.
Ma vie de Courgette est un film d'animation en volume helvético-français réalisé par Claude Barras et scénarisé par Céline Sciamma, présenté à la Quinzaine des réalisateurs et sorti en 2016. Il s'agit d'une libre adaptation du roman Autobiographie d'une courgette de Gilles Paris. Le film raconte l'histoire d'un garçon accueilli dans un orphelinat. Le film a reçu de nombreuses récompenses, dont le Cristal du long métrage et le prix du public au Festival international du film d'animation d'Annecy en 2016, ainsi que les César du meilleur film d'animation et de la meilleure adaptation en 2017.
Une partie des archives du film sont conservées par la Cinémathèque suisse,.

## Synopsis
Un petit garçon termine de dessiner un cerf-volant à l'étage d'une maison remplie de canettes de bière vides. Il empile ensuite des canettes pour en faire une pyramide, mais le tas finit par s'écrouler et par rouler dans l'escalier. Au rez-de-chaussée, une femme ivre regarde une série sentimentale à la télévision. C'est la mère du petit garçon, qu'elle appelle « Courgette ». Au bruit, elle se met en colère et commence à monter l'escalier menant à l'étage, en annonçant au garçon qu'elle va le battre. Effrayé, le garçon referme brusquement la trappe sur la tête de sa mère qui tombe dans l'escalier et ne bouge plus.
Au commissariat, un policier, Raymond, prend la déposition du petit garçon qui s'appelle Icare, mais préfère être appelé Courgette. Il n'a plus de père, mais il l'a dessiné sur son cerf-volant qui ne le quitte jamais. Raymond explique à Courgette que sa mère « est partie » et qu'il va l'emmener dans un endroit où vivent des enfants comme lui, qui n'ont plus ni père ni mère : un orphelinat.
À l'orphelinat, Courgette vit dans une chambre commune avec plusieurs autres enfants. Timide, il est d'abord en butte aux moqueries de Simon, un garçon qui a de l'ascendant sur tous les autres. Simon se moque de son nom et veut l'obliger à dire ce qui est arrivé à ses parents.
Mais lorsque Simon vole le cerf-volant de Courgette et que celui-ci se bat pour le reprendre, les deux garçons finissent par se lier d'amitié. Simon explique à Courgette ce qui est arrivé à ses parents (qui se droguaient) et à ceux des autres enfants : folie, expulsions faute de papiers, meurtre, prison pour délit, inceste, etc. Mais tous les enfants sont dans le même cas : « On n'a plus personne pour nous aimer. » Les enfants eux-mêmes sont tous marqués par un passé traumatique dont ils gardent des séquelles émotives, psychologiques et physiques : Ahmed, dont le père est en prison à la suite d'un braquage et qui fait tout le temps pipi au lit, Béatrice, dont la mère a été expulsée faute de papiers et qui est persuadée que sa mère viendra la chercher et sort en courant chaque fois qu'elle entend une voiture entrer, Alice, victime d'inceste par son père, a parfois un trouble obsessionnel compulsif, etc.
Courgette s'habitue peu à peu à l'orphelinat. Raymond vient le voir régulièrement et tous les deux s'entendent bien. Un jour, une nouvelle petite fille arrive à l'orphelinat : Camille. Courgette en tombe aussitôt amoureux. Simon essaye de la faire parler de ses parents, mais elle refuse et lui tient tête victorieusement. Mais comme Courgette est curieux de savoir, Simon l'emmène fouiller dans les dossiers de la directrice une nuit et ils apprennent que Camille a vu son père tuer sa mère, car celle-ci le trompait, avant de se suicider.
Courgette se rapproche peu à peu de Camille à l'occasion d'une sortie en classe de neige. Les enfants sont déjà des adolescents et s'intéressent à ce que l'un de leurs professeurs peut bien faire avec sa collègue puisqu'ils sont visiblement amoureux l'un de l'autre.
L'adulte responsable de Camille est sa tante, qui ne l'aime pas et veut seulement la garder pour récupérer l'argent des aides familiales. Camille refuse de la voir quand elle vient lui rendre visite et ne veut jamais retourner chez elle. Mais un jour, la tante de Camille vient la chercher pour le weekend. Camille, aidée par Courgette, se cache dans la voiture de Raymond qui, de son côté, est venu emmener Courgette chez lui pour le weekend. Raymond découvre la petite fille en cours de route et accepte de l'accueillir, mais prévient l'orphelinat. Courgette et Camille sont ravis de ce weekend et passent une excellente journée à s'amuser dans la maison de Raymond.
Mais la tante, furieuse de l'absence de sa nièce, obtient l'adresse de Raymond de la part de la directrice récalcitrante et vient en voiture la chercher malgré les protestations de la petite fille, en menaçant Raymond de porter plainte contre lui. Simon parvient heureusement à convaincre la tante de faire passer à Camille un bateau en papier « porte-bonheur »... dans lequel Camille, le soir, découvre un baladeur – cadeau de Simon qu'il avait reçu de ses parents – et un enregistrement exposant le plan de Simon pour aider Camille.
Quelques semaines après, la tante revient en compagnie du juge qui doit décider s'il va lui confier la garde de Camille. Mais Camille enregistre sa tante pendant qu'elle l'insulte et la malmène, et diffuse l'enregistrement devant le juge et la directrice, ce qui ôte toute illusion au juge.
Quelque temps après, Raymond propose à Courgette de l'adopter, lui et Camille. Courgette accepte aussitôt. Mais Simon a surpris la conversation et en éprouve beaucoup de tristesse. Pendant le dîner à l'orphelinat, il éclate et reproche à ses deux amis de vouloir partir. Plus tard, calmé, il conseille au contraire à Courgette d'accepter, car il est très rare que des orphelins de leur âge se fassent adopter.
L'adoption est finalement acceptée par le juge et Raymond emmène Courgette et Camille dans sa maison où il leur a préparé des chambres. Camille, émue, pleure de bonheur, et Raymond lui-même verse quelques larmes. Ils n'oublient pas Simon et les autres enfants et les invitent ou vont les voir régulièrement.

## Fiche technique
- Titre original : Ma vie de Courgette
- Réalisation : Claude Barras
- Scénario : Céline Sciamma, avec collaboration de Germano Zullo, Claude Barras et Morgan Navarro, d'après le roman Autobiographie d'une courgette de Gilles Paris
- Musique : Sophie Hunger
- Photographie : David Toutevoix
- Montage : Valentin Rotelli
- Direction d'acteurs : Marie-Ève Hildbrand
- Marionnettes : Gregory Beaussart
- Décors : Ludovic Chemarin
- Peinture : Cécile Milazzo
- Accessoires : Delphine Daumas
- Costumes : Christel Grandchamp[5], Vanessa Riera
- Animation : Kim Keukeleire[6]
- Production : Marc Bonny, Armelle Glorennec, Pauline Gygax, Max Karli, Michel Merkt
  - Coproduction : Éric Jacquot
- Sociétés de production : Blue Spirit Studio, Gebeka Films, Rita Productions[7]
  - Sociétés de coproduction : Helium Films, RTS, France 3 Cinéma et Rhône-Alpes Cinéma
- Société de distribution : Gebeka Films
- Pays de production :  Suisse,  France
- Langue originale : français
- Dates de sortie :
  - France : 14 juin 2016 (Festival international du film d'animation d'Annecy 2016) ; 19 octobre 2016 (sortie nationale)
  - Suisse : 22 septembre 2016 (Suisse italienne) ; 19 octobre 2016 (Suisse romande) ; 16 février 2017 (Suisse alémanique)
  - Belgique : 26 octobre 2016

## Distribution
- Gaspard Schlatter : Icare, dit Courgette
- Sixtine Murat : Camille
- Paulin Jaccoud : Simon
- Michel Vuillermoz : Raymond
- Raul Ribera : Ahmed
- Estelle Hennard : Alice
- Elliot Sanchez : Jujube
- Lou Wick : Béatrice
- Brigitte Rosset : Tante Ida
- Monica Budde : Mme Papineau
- Adrien Barazzone : M. Paul
- Véronique Montel : Rosy
- Natacha Koutchoumov : la mère de Courgette

## Conception du film
Le réalisateur Claude Barras, ancien élève de l'école Émile-Cohl, a choisi d'adapter le roman de Gilles Paris, Autobiographie d'une courgette, sur les conseils de son ami Cédric Louis, avec qui il a co-réalisé certains courts métrages,.
Le réalisateur travaille dès lors pendant près de deux ans pour établir les bases du film avec pour modèle les films de Tim Burton et les marionnettes de Jiří Trnka. Désireux de libérer le récit de sa structure épisodique, il a pu bénéficier de l'aide de Céline Sciamma, grande amatrice de cinéma d'animation, qui avait été contactée par les producteurs pour opérer sur le scénario.
Le film devait initialement être produit par Robert Boner, producteur de l'un des premiers longs métrages d'animation suisses, Max et Co, mais ce dernier a dû se désister. Il a été remplacé par Max Karli et Pauline Gygax de chez Rita Productions avec un budget prévisionnel de 5,3 millions d'euros. Étant donné qu'il s'agissait du premier long métrage d'animation pour le réalisateur et ses producteurs, la production a subi quelques couacs (liés, notamment, au passage à un système de production à grande échelle), entraînant un dépassement de budget de plus d'un million d'euros, couvert grâce à l'intervention du producteur suisse Michel Merkt.
Le film utilise la technique de l'animation en volume, qui consiste à filmer image par image des statuettes que l'on déplace très légèrement entre chaque prise de vue. Il est tourné dans les studios du Pôle Pixel à Villeurbanne. Trente secondes sont réalisées chaque jour. Jusqu'en avril 2015, neuf animateurs spécialisés dans cette technique d'animation travaillent simultanément sur 15 plateaux différents.

## Accueil

### Accueil critique
Ma vie de Courgette reçoit un excellent accueil dans la presse française lors de sa diffusion en avant-première au festival d'Annecy au printemps 2016, puis à sa sortie en salles en octobre. Le site Allociné confère au film une note moyenne de 4,5/5 basée sur 30 critiques parues dans la presse papier ou en ligne.

### Box-office
En France, le 19 octobre 2016, Ma vie de Courgette sort le même jour que Les Trolls, un film d'animation américain à gros budget des studios Dreamworks, et que la comédie Brice 3. Ma vie de Courgette est projeté dans 215 salles et attire un peu plus de 190 200 spectateurs en première semaine, puis 146 160 spectateurs en deuxième semaine, 68 400 entrées en troisième semaine et 64 340 entrées en quatrième semaine, soit un total cumulé de 468 940 entrées environ au bout d'un mois d'exploitation. Le nombre de spectateurs par semaine diminue beaucoup entre la deuxième et la troisième semaine mais se maintient en quatrième semaine, avant de diminuer peu à peu les semaines suivantes. La diffusion du film a lieu en revanche dans un nombre croissant de salles, qui atteint 269 en quatrième semaine puis 357 en cinquième semaine avant de se replier un peu. Les huitième et neuvième semaines d'exploitation du film voient la proportion d'entrées augmenter de nouveau : après avoir attiré environ 23 880 spectateurs en septième semaine, le film fait 32 260 entrées en huitième semaine puis 53 772 entrées en neuvième semaine, aidé par une diffusion à nouveau élargie à plus de 300 salles dans le pays. Le film dépasse ainsi les 600 000 entrées après deux mois d'exploitation, puis les 650 000 entrées après neuf semaines.

### Distinctions

#### Récompenses

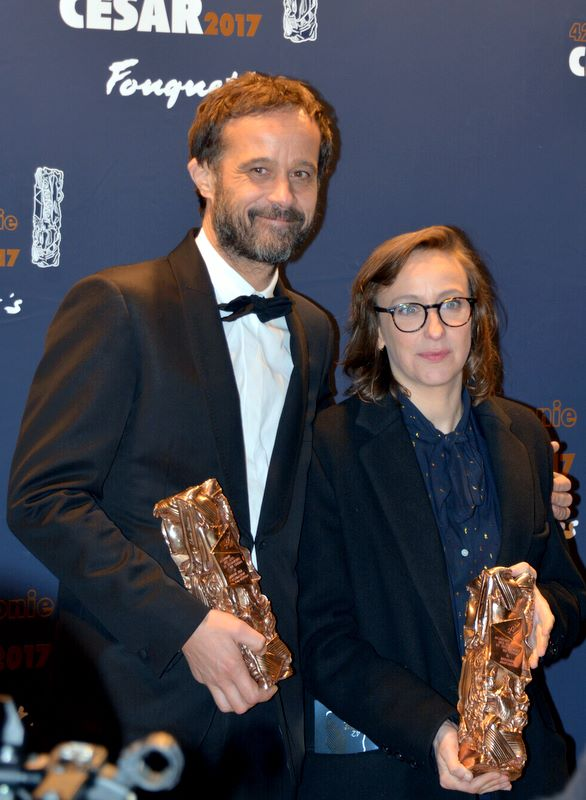
Claude Barras et Céline Sciamma lors de la cérémonie des César 2017.

- Festival international du film d'animation d'Annecy 2016 : Cristal du long métrage et le prix du public[14]
- Prix à la diffusion de la Fondation Gan pour le Cinéma[15], Annecy 2015
- Festival du film francophone d'Angoulême 2016 : Valois de diamant[16]
- Festival international du film de Saint-Sébastien 2016 : Meilleur film européen
- Festival international du film francophone de Namur 2016 : Bayard d'or de la meilleure photographie pour David Toutevoix
- Prix du cinéma européen du meilleur film d'animation 2016
- Lumières 2017 :
  - Meilleur film d'animation
  - Meilleur scénario pour Céline Sciamma
- César 2017 :
  - Meilleur film d'animation
  - Meilleure adaptation pour Céline Sciamma
- Prix du cinéma suisse - Quartz 2017 :
  - Meilleur film de fiction
  - Meilleure musique de film pour Sophie Hunger
  - Prix spécial pour le casting des voix et la direction d'acteurs
- Emile Awards (prix décerné par les European Animation Awards) : meilleur film, du meilleur scénario et de la meilleure création sonore, dans la catégorie longs métrages[17]

#### Nominations et sélections
- Sélection officielle pour le prix LUX 2016, décerné par le Parlement européen
- Lumières 2017 : meilleure musique pour Sophie Hunger
- César 2017 : meilleure musique originale pour Sophie Hunger
- Oscars 2017 : Meilleur film d'animation
- Golden Globes 2017 : Meilleur film d'animation

## Exposition
De novembre 2016 à avril 2017, le musée Miniature et Cinéma de Lyon accueille une exposition des décors et figurines du film. De mai à août 2017, le musée de Carouge a accueilli une exposition instituée « Ma vie de Courgette. On vous dit tout ! ».